# Анґела Франке
Анґела Франке (нім. Angela Franke, 18 листопада 1957) — німецька плавчиня.
Учасниця Олімпійських Ігор 1972 року.
Призерка Чемпіонату світу з водних видів спорту 1973, 1975 років.
Чемпіонка Європи з водних видів спорту 1974 року.